# Šoštanj
Šoštanj (Duits: Schönstein) is een gemeente in de Sloveense regio Savinjska en telt 8254 inwoners (2002).
In de gemeente Šoštanj liggen de thermen van het kuuroord Topolšica.

## Plaatsen in de gemeente
Bele Vode, Družmirje, Florjan, Gaberke, Lokovica, Ravne, Skorno pri Šoštanju, Šentvid pri Zavodnju, Šoštanj, Topolšica, Zavodnje

## In Šoštanj geboren
- Josip Vošnjak (1834-1911), politicus

Bistrica ob Sotli · Braslovče · Celje · Dobje · Dobrna · Gornji Grad · Kozje · Laško · Ljubno · Luče · Mozirje · Nazarje · Podčetrtek · Polzela · Prebold · Radeče · Rečica ob Savinji · Rogaška Slatina · Rogatec · Šentjur pri Celju · Slovenske Konjice · Šmarje pri Jelšah · Šmartno ob Paki · Solčava · Šoštanj · Štore · Tabor · Velenje · Vitanje · Vojnik · Vransko · Žalec · Zreče